# Course des raisins 2016
La 56e édition de la Course cycliste des raisins a lieu le 24 août 2016. Elle fait partie du calendrier UCI Europe Tour 2016 en catégorie 1.1.

## Présentation

### Équipes
Classée en catégorie 1.1 de l'UCI Europe Tour, la Course des raisins est par conséquent ouverte aux UCI WorldTeams dans la limite de la moitié des équipes participantes, aux équipes continentales professionnelles, aux équipes continentales et aux équipes nationales.
| WorldTeam- Lotto-Soudal Équipes continentales professionnelles (6)- Bora-Argon 18 - Roompot-Oranje Peloton - Stölting Service Group - Topsport Vlaanderen-Baloise - Wanty-Groupe Gobert - Team Roth Équipes continentales (15)- Cibel-Cebon - Color Code-Arden'Beef - Crelan-Vastgoedservice - Superano Ham-Isorex - T.Palm-Pôle Continental Wallon - Team3M - Veranclassic-Ago - Verandas Willems - Wallonie Bruxelles-Group Protect - Klein Constantia - Madison Genesis - Wiggins - Rabobank Development - Joker Byggtorget - Metec-TKH-Mantel |
| |

## Classements

### Classement final
| \| Classement général \| Classement général \| Classement général \| Classement général \| Classement général \| \| Coureur \| Coureur \| Pays \| Équipe \| Temps \| \| ------------------ \| ------------------ \| ------------------ \| ---------------------- \| ------------------ \| \| 1er \| Jérôme Baugnies \| Belgique \| Wanty-Groupe Gobert \| 4 h 45 min 00 s \| \| 2e \| Huub Duyn \| Pays-Bas \| Roompot-Oranje Peloton \| + 5 s \| \| 3e \| Marco Marcato \| Italie \| Wanty-Groupe Gobert \| + 5 s \| |                 |          |                        |                 |
| |                 |          |                        |                 |
| Source : ProCyclingStats |                 |          |                        |                 |
| Classement général |                 |          |                        |                 |
| Coureur | Coureur         | Pays     | Équipe                 | Temps           |
| 1er | Jérôme Baugnies | Belgique | Wanty-Groupe Gobert    | 4 h 45 min 00 s |
| 2e | Huub Duyn       | Pays-Bas | Roompot-Oranje Peloton | + 5 s           |
| 3e | Marco Marcato   | Italie   | Wanty-Groupe Gobert    | + 5 s           |

### UCI Europe Tour
Cette Course des raisins attribue des points pour l'UCI Europe Tour 2016, par équipes seulement aux coureurs des équipes continentales professionnelles et continentales, individuellement à tous les coureurs sauf ceux faisant partie d'une équipe ayant un label WorldTeam.
| Position | 1er | 2e | 3e | 4e | 5e | 6e | 7e | 8e | 9e | 10e | 11e | 12e | 13e | 14e | 15e | 16e | 17e | 18e | 19e | 20e | 21e | 22e | 23e | 24e | 25e |
| -------- | --- | -- | -- | -- | -- | -- | -- | -- | -- | --- | --- | --- | --- | --- | --- | --- | --- | --- | --- | --- | --- | --- | --- | --- | --- |
| PTS UCI  | 125 | 85 | 70 | 60 | 50 | 40 | 35 | 30 | 25 | 20  | 15  | 10  | 5   | 5   | 5   | 3   | 3   | 3   | 3   | 3   | 3   | 3   | 3   | 3   | 3   |